# Адамс, Джой Лорен
Джой Лорен Адамс (англ. Joey Lauren Adams, род. 9 января 1968) — американская актриса, режиссёр и сценарист, известная по главной роли в фильме 1997 года «В погоне за Эми», который принес ей номинацию на премию «Золотой глобус».

## Карьера
Джой Лорен Адамс начала свою карьеру на телевидении с роли в телесериале «Женаты… с детьми» в 1991 году. Позже она сыграла одну из главных ролей в его спин-оффе «К началу кучи», который продлился всего семь эпизодов. В 1993 году она дебютировала в полнометражном кино, в комедии «Под кайфом и в смятении», а после продолжила сниматься в таких комедиях как «Яйцеголовые», «Лоботрясы» а также появилась в провальном фильме 1996 года «Био-Дом».
Адамс добилась наибольшего успеха благодаря главной роли в фильме 1997 года «В погоне за Эми», где также выступила как сценарист. Фильм имел успех как у критиков, так и в прокате. Адамс выиграла несколько премий различных критиков, а также была номинирована на премию «Золотой глобус» за свою роль. В последующие годы она снялась в таких фильмах как «Большой папа», «Гарвардская тусовка», «Джей и Молчаливый Боб наносят ответный удар», «Большая пустота», «Развод по-американски» и нескольких других.
В 2006 году Адамс выступила режиссёром и автором фильма «Приходи пораньше», где главную роль исполнила Эшли Джадд. Картина была единогласно хорошо принята критиками, а Адамс получила номинацию на премию кинофестиваля «Сандэнс». В 2010 году Адамс вернулась на телевидение с ролью в сериале «Такая разная Тара». Она появилась в шести эпизодах шоу.

## Личная жизнь
Джой Лорен Адамс родилась в Норт-Литл-Роке, штат Арканзас. В декабре 2003 года она была арестована за вождение в нетрезвом виде.